# Barcos de papel (película)
Barcos de papel es una película en blanco y negro coproducción de Argentina y España dirigida por Román Viñoly Barreto sobre el guion de José Dominiani y Hellén Ferro según el cuento La bola de cristal y la novela Barcos de papel, ambos de Álvaro Yunque que se estrenó el 28 de febrero de 1963 y que tuvo como protagonistas a  Pablo Calvo, Jardel Filho, Ubaldo Martínez y Enzo Viena.

## Sinopsis
Ansioso por tener una bola de cristal, un niño trabaja para comprarla pero es acusado de un robo que no cometió.

## Reparto
Participaron en el filme los siguientes intérpretes:
- Pablo Calvo
- Jardel Filho
- Ubaldo Martínez
- Enzo Viena
- Mariángeles
- Alita Román
- Ariel Absalón
- Alberto Olmedo
- Oscar Orlegui
- Nelly Láinez
- Berta Castelar

## Comentarios
El Heraldo del Cine opinó:

”Tanto la apelación a la lágrima como a la risa se cumplen con medios directos, lo que sí puede ser adecuado para la audiencia infantil le resta comunicatividad para el espectador adulto.”

Manrupe y Portela escriben:

”Aburrido film para niños…con el protagonista de Marcelino, pan y vino (Ladislao Wajda, España, 1954) y final lacrimógeno. En su momento se lo reconoce en Festival de Cine Infantil de Venecia y en la Feria de Vicenza.”